# جدجد شجري أصهب
جدجد شجري أصهب (الاسم العلمي: Oecanthus rufescens) هو نوع من الحشرات يتبع جنس الجدجد الشجري من فصيلة الجداجد الحقيقية.